# Герб Естрикланда
Герб Естрикланда (швед. Gästriklands vapen) — символ исторической провинции (ландскапа) Естрикланд, Швеция. Также употребляется как элемент официального символа современного административно-территориального образования лена Евлеборг.

## История
Герб ландскапа известный по описанию похорон короля Густава Вазы 1560 года.

## Описание (блазон)
В усеянном синими шарами серебряном поле червленый лось с золотыми рогами и копытами.

## Содержание
Герб ландскапа может увенчиваться герцогской короной.

Герб ландскапа с герцогской короной

## Источник
- Nevéus C. Ny svensk vapenbok. — Stockholm: Streiffert, 1992. — S. 20, 21.